# Dème de Corfou-Nord
Le dème de Corfou-Nord, en grec moderne : Δήμος Βόρειας Κέρκυρας, est un dème de la périphérie des îles Ionniennes, situé sur l'île de Corfou,  en Grèce. Il est créé, en 2019, par le programme Clisthène I, qui supprime le dème de Corfou. Il est situé au nord de l'île et son siège est le village d'Acharávi.